# Tyszkowce
Tyszkowce (ukr. Тишківці) – wieś w rejonie kołomyjskim (do 2020 r. w rejonie horodeńskim) obwodu iwanofrankiwskiego, założona w 1448 r.

## Historia
W II Rzeczypospolitej miejscowość była siedzibą gminy wiejskiej Tyszkowce w powiecie horodeńskim województwa stanisławowskiego.
W listopadzie 1937 w Tyszkowcach został poświęcony nowy budynek szkoły. 
W 1941 Ukraińska Policja Pomocnicza zabrała do getta w Horodence miejscowych Żydów, gdzie zostali wymordowani. W latach 1944–1945 nacjonaliści ukraińscy z OUN-UPA, choć nie zaatakowali wsi ze względu na polską samoobronę oraz niemieckich żołnierzy chroniących mosty, to jednak w najbliższej okolicy zamordowali 11 Polaków.
Miejsce urodzenia polskiego wikariusza kapitulnego, infułata, ostatniego administratora archidiecezji lwowskiej obrządku ormiańskiego przed przejęciem Lwowa przez Ukraińców Dionizego Kajetanowicza oraz Kazimierza Romaszkana, powojennego proboszcza parafii ormiańskiej w Gliwicach. 
Wieś liczy 1582 mieszkańców. W miejscowości istnieje "Muzeum Historii Zmagań Wyzwoleńczych Wsi Tyszkowce im. Romana Szuchewycza".